# Parafia Najświętszego Serca Pana Jezusa w Legnicy
Parafia pw. Najświętszego Serca Pana Jezusa w Legnicy znajduje się w dekanacie Legnica Wschód w diecezji Legnickiej. Jej proboszczem jest ks. Jan Gacek. Obsługiwana przez księży diecezjalnych. Erygowana 1 września 1990. Mieści się przy ulicy Sikorskiego.

## Miejscowości oraz ulice należące do parafii
- Bartoszów
- Ulice w parafii: Bieszczadzka, Karkonoska, Beskidzka, Izerska, Tatrzańska, Świętokrzyska, Pomorska, Warmińska, Mazowiecka, Kujawska, Łowicka, Śląska, Sikorskiego, Bartoszowska, Sudecka, Rubinowa, Szafirowa, Szmaragdowa, Opalowa, Koralowa, turkusowa, Diamentowa, Armii Krajowej, Bora Komorowskiego, Grota Roweckiego, Fieldorfa Jankowskiego, Kedywu, Szarych Szeregów, Powstańców Warszawy, Pileckiego, Okulickiego, Tokarzewskiego, Cichociemnych, Sosnkowskiego, Batalionu Zośka, Batalionu Parasol, Hubalcyków, Kamińskiego, Argentyńska, Brazylijska, Panamska, Peruwiańska, Kolumbijska, Meksykańska, Karskiego, Bystrzycka, Bobrzańska, Notecka, Wiślana, Odrzańska, Widawska, Zawiszaków, Pilicka.